# Mozambique op de Olympische Zomerspelen 2020
Mozambique nam deel aan de Olympische Zomerspelen 2020 in Tokio, Japan.

## Atleten
| sport     | mannen | vrouwen | totaal |
| --------- | ------ | ------- | ------ |
| Atletiek  | 1      | 0       | 1      |
| Boksen    | 0      | 2       | 2      |
| Judo      | 1      | 0       | 1      |
| Kanovaren | 1      | 0       | 1      |
| Zeilen    | 0      | 3       | 3      |
| Zwemmen   | 1      | 1       | 2      |
| totaal    | 4      | 6       | 10     |

## Sporten

### Atletiek
Mannen
Loopnummers
| atleet                | onderdeel    | series | series | kwartfinale | kwartfinale | halve finale   | halve finale   | finale         | finale         |
| atleet                | onderdeel    | tijd   | rang   | tijd        | rang        | tijd           | rang           | tijd           | rang           |
| --------------------- | ------------ | ------ | ------ | ----------- | ----------- | -------------- | -------------- | -------------- | -------------- |
| Creve Armando Machava | 400 m horden | 50,37  | 5      | n.v.t.      | n.v.t.      | niet geplaatst | niet geplaatst | niet geplaatst | niet geplaatst |

### Boksen
Vrouwen
| atlete          | onderdeel     | eerste ronde           | tweede ronde           | kwartfinale            | halve finale           | finale                 | finale         |
| atlete          | onderdeel     | tegenstander resultaat | tegenstander resultaat | tegenstander resultaat | tegenstander resultaat | tegenstander resultaat | rang           |
| --------------- | ------------- | ---------------------- | ---------------------- | ---------------------- | ---------------------- | ---------------------- | -------------- |
| Acinda Panguana | weltergewicht | bye                    | Akinyi W RSC           | Gu H V 0 - 5           | niet geplaatst         | niet geplaatst         | niet geplaatst |
| Rady Gramane    | middengewicht | n.v.t.                 | Pachito W 4 - 1        | Magomedalieva V 0 - 4  | niet geplaatst         | niet geplaatst         | niet geplaatst |

### Judo
Mannen
| atleet        | onderdeel | eerste ronde         | tweede ronde         | derde ronde          | kwartfinale          | halve finale         | herkansing           | finale / BM          | finale / BM    |
| atleet        | onderdeel | tegenstander uitslag | tegenstander uitslag | tegenstander uitslag | tegenstander uitslag | tegenstander uitslag | tegenstander uitslag | tegenstander uitslag | rang           |
| ------------- | --------- | -------------------- | -------------------- | -------------------- | -------------------- | -------------------- | -------------------- | -------------------- | -------------- |
| Kevin Loforte | −66 kg    | n.v.t.               | Shmailov V 00–11     | niet geplaatst       | niet geplaatst       | niet geplaatst       | niet geplaatst       | niet geplaatst       | niet geplaatst |

### Kanovaren

#### Sprint
Mannen
| atleet       | onderdeel  | series   | series | kwartfinale | kwartfinale | halve finale   | halve finale   | finale         | finale         |
| atleet       | onderdeel  | tijd     | rang   | tijd        | rang        | tijd           | rang           | tijd           | rang           |
| ------------ | ---------- | -------- | ------ | ----------- | ----------- | -------------- | -------------- | -------------- | -------------- |
| Joaquim Lobo | C-1 1000 m | 4.49,676 | 6 KF   | 5.O4,687    | 7           | niet geplaatst | niet geplaatst | niet geplaatst | niet geplaatst |

### Zeilen
Vrouwen
| atlete                        | onderdeel    | race | race | race | race | race | race | race | race | race | race | race   | race   | race           | netto punten | eindnotering |
| atlete                        | onderdeel    | 1    | 2    | 3    | 4    | 5    | 6    | 7    | 8    | 9    | 10   | 11     | 12     | M              | netto punten | eindnotering |
| ----------------------------- | ------------ | ---- | ---- | ---- | ---- | ---- | ---- | ---- | ---- | ---- | ---- | ------ | ------ | -------------- | ------------ | ------------ |
| Deisy Nhaquile                | Laser Radial | 30   | 41   | 44   | 39   | 44   | 41   | 35   | 44   | 29   | 37   | n.v.t. | n.v.t. | niet geplaatst | 340          | 40           |
| Maria Machava Denise Parruque | 470          | 22   | 22   | 18   | 21   | 20   | 21   | 21   | 20   | 18   | 21   | n.v.t. | n.v.t. | niet geplaatst | 182          | 21           |

### Zwemmen
Mannen
| atleet     | onderdeel        | series  | series | halve finale | halve finale | finale         | finale         |
| atleet     | onderdeel        | tijd    | rang   | tijd         | rang         | tijd           | rang           |
| ---------- | ---------------- | ------- | ------ | ------------ | ------------ | -------------- | -------------- |
| Igor Mogne | 400 m vrije slag | 3.56,56 | 31     | n.v.t.       | n.v.t.       | niet geplaatst | niet geplaatst |

Vrouwen
| atlete        | onderdeel       | series | series | halve finale   | halve finale   | finale         | finale         |
| atlete        | onderdeel       | tijd   | rang   | tijd           | rang           | tijd           | rang           |
| ------------- | --------------- | ------ | ------ | -------------- | -------------- | -------------- | -------------- |
| Alicia Mateus | 50 m vrije slag | 29,63  | 66     | niet geplaatst | niet geplaatst | niet geplaatst | niet geplaatst |